# Kai Achilles
Kai Achilles (* 18. September 1975) ist ein ehemaliger deutscher Fußballspieler (Abwehr).
Achilles begann seine Karriere beim OSC Bremerhaven und wechselte dann in die Amateurmannschaft von Werder Bremen. 1998 wechselte er zu den Kickers Emden. Von 1999 bis 2003 spielte er für den VfB Lübeck, mit dem er 2002 in die 2. Bundesliga aufstieg. In der Regionalliga war er Stammspieler, nach dem Aufstieg des VfB kam er in der darauffolgenden Saison auf neun Einsätze.
In der Saison 2003/04 spielte er für den Oberligisten VfB Oldenburg und leitete nebenbei eine Fußball-AG in einer Grundschule. Die Saison 2004/05 spielte er für den schleswig-holsteinischen Verbandsligisten NTSV Strand.